# 26e Critics Choice Awards
De uitreiking van de 26e Critics Choice Awards vond plaats op 7 maart 2021 in Los Angeles. Er werden prijzen uitgereikt in verschillende categorieën voor films en series uit het jaar 2020. De ceremonie werd voor de derde keer gepresenteerd door Taye Diggs. Vanwege de coronapandemie waren de genomineerden verspreid over verschillende locaties over de hele wereld. De nominaties voor televisie werden op 18 januari bekend gemaakt, de nominaties voor film volgden op 8 februari.

## Film - winnaars en genomineerden
De winnaars staan bovenaan in vet lettertype.

### Beste film
- Nomadland
  - Da 5 Bloods
  - Ma Rainey's Black Bottom
  - Mank
  - Minari
  - News of the World
  - One Night in Miami
  - Promising Young Woman
  - Sound of Metal
  - The Trial of the Chicago 7

### Beste mannelijke hoofdrol
- Chadwick Boseman - Ma Rainey's Black Bottom
  - Ben Affleck - The Way Back
  - Riz Ahmed - Sound of Metal
  - Tom Hanks - News of the World
  - Anthony Hopkins - The Father
  - Delroy Lindo - Da 5 Bloods
  - Gary Oldman - Mank
  - Steven Yeun - Minari

### Beste vrouwelijke hoofdrol
- Carey Mulligan - Promising Young Woman
  - Viola Davis - Ma Rainey's Black Bottom
  - Andra Day - The United States vs. Billie Holiday
  - Sidney Flanigan - Never Rarely Sometimes Always
  - Vanessa Kirby - Pieces of a Woman
  - Frances McDormand - Nomadland
  - Zendaya - Malcolm & Marie

### Beste mannelijke bijrol
- Daniel Kaluuya - Judas and the Black Messiah
  - Chadwick Boseman - Da 5 Bloods
  - Sacha Baron Cohen - The Trial of the Chicago 7
  - Bill Murray - On the Rocks
  - Leslie Odom jr. - One Night in Miami
  - Paul Raci - Sound of Metal

### Beste vrouwelijke bijrol
- Maria Bakalova - Borat Subsequent Moviefilm
  - Ellen Burstyn - Pieces of a Woman
  - Glenn Close - Hillbilly Elegy
  - Olivia Colman - The Father
  - Amanda Seyfried - Mank
  - Yu-jung Youn - Minari

### Beste jonge acteur / actrice
- Alan Kim - Minari
  - Ryder Allen - Palmer
  - Ibrahima Gueye - The Life Ahead
  - Talia Ryder - Never Rarely Sometimes Always
  - Caoilinn Springall - The Midnight Sky
  - Helena Zengel - News of the World

### Beste acteerensemble
- The Trial of the Chicago 7
  - Da 5 Bloods
  - Judas and the Black Messiah
  - Ma Rainey's Black Bottom
  - Minari
  - One Night in Miami

### Beste regisseur
- Chloé Zhao - Nomadland
  - Lee Isaac Chung - Minari
  - Emerald Fennell - Promising Young Woman
  - David Fincher - Mank
  - Spike Lee - Da 5 Bloods
  - Regina King - One Night in Miami
  - Aaron Sorkin - The Trial of the Chicago 7

### Beste originele scenario
- Emerald Fennell - Promising Young Woman
  - Lee Isaac Chung - Minari
  - Jack Fincher - Mank
  - Eliza Hittman - Never Rarely Sometimes Always
  - Darius Marder en Abraham Marder - Sound of Metal
  - Aaron Sorkin - The Trial of the Chicago 7

### Beste bewerkte scenario
- Chloé Zhao - Nomadland
  - Paul Greengrass en Luke Davies - News of the World
  - Christopher Hampton en Florian Zeller - The Father
  - Kemp Powers - One Night in Miami
  - Jon Raymond en Kelly Reichardt - First Cow
  - Ruben Santiago-Hudson - Ma Rainey's Black Bottom

### Beste camerawerk
- Joshua James Richards - Nomadland
  - Christopher Blauvelt - First Cow
  - Erik Messerschmidt - Mank
  - Lachlan Milne - Minari
  - Newton Thomas Sigel - Da 5 Bloods
  - Hoyte van Hoytema - Tenet
  - Dariusz Wolski - News of the World

### Beste productieontwerp
- Donald Graham Burt en Jan Pascale - Mank
  - Cristina Casali en Charlotte Dirickx - The Personal History of David Copperfield
  - David Crank en Elizabeth Keenan - News of the World
  - Nathan Crowley en Kathy Lucas - Tenet
  - Kave Quinn en Stella Fox - Emma
  - Mark Ricker, Karen O'Hara en Diana Stoughton - Ma Rainey's Black Bottom

### Beste montage
- Alan Baumgarten - The Trial of the Chicago 7
- Mikkel E.G. Nielsen - Sound of Metal
  - Kirk Baxter - Mank
  - Jennifer Lame - Tenet
  - Yorgos Lamprinos - The Father
  - Chloé Zhao - Nomadland

### Beste kostuumontwerp
- Ann Roth - Ma Rainey's Black Bottom
  - Alexandra Byrne - Emma
  - Bina Daigeler - Mulan
  - Suzie Harman en Robert Worley - The Personal History of David Copperfield
  - Nancy Steiner - Promising Young Woman
  - Trish Summerville - Mank

### Beste grime en haarstijl
- Ma Rainey's Black Bottom
  - Emma
  - Hillbilly Elegy
  - Mank
  - Promising Young Woman
  - The United States vs. Billie Holiday

### Beste visuele effecten
- Tenet
  - Greyhound
  - The Invisible Man
  - Mank
  - The Midnight Sky
  - Mulan
  - Wonder Woman 1984

### Beste komedie
- Palm Springs
  - Borat Subsequent Moviefilm
  - The Forty-Year-Old Version
  - The King of Staten Island
  - On the Rocks
  - The Prom

### Beste niet-Engelstalige film
- Minari
  - Another Round
  - Collective
  - La Llorona
  - The Life Ahead
  - Two of Us

### Beste nummer
- "Speak Now" - One Night in Miami
  - "Everybody Cries" - The Outpost
  - "Fight for You" - Judas and the Black Messiah
  - "Husavik (My Home Town)" - Eurovision Song Contest: The Story of Fire Saga
  - "Io sì (Seen)" - The Life Ahead
  - "Tigress & Tweed" - The United States vs. Billie Holiday

### Beste score
- Trent Reznor, Atticus Ross en Jon Batiste - Soul
  - Alexandre Desplat - The Midnight Sky
  - Ludwig Göransson - Tenet
  - James Newton Howard - News of the World
  - Emile Mosseri - Minari
  - Trent Reznor en Atticus Ross - Mank

### Films met meerdere nominaties
De volgende films ontvingen meerdere nominaties:
| Nominaties | Film                                      | Awards |
| ---------- | ----------------------------------------- | ------ |
| 12         | Mank                                      | 1      |
| 10         | Minari                                    | 2      |
| 8          | Ma Rainey's Black Bottom                  | 3      |
| 7          | News of the World                         |        |
| 6          | Da 5 Bloods                               |        |
| 6          | Nomadland                                 | 4      |
| 6          | One Night in Miami                        | 1      |
| 6          | Promising Young Woman                     | 2      |
| 6          | The Trial of the Chicago 7                | 2      |
| 5          | Sound of Metal                            | 1      |
| 5          | Tenet                                     | 1      |
| 4          | The Father                                |        |
| 3          | Emma                                      |        |
| 3          | Judas and the Black Messiah               | 1      |
| 3          | The Life Ahead                            |        |
| 3          | The Midnight Sky                          |        |
| 3          | Never Rarely Sometimes Always             |        |
| 3          | The United States vs. Billie Holiday      |        |
| 2          | Borat Subsequent Moviefilm                | 1      |
| 2          | First Cow                                 |        |
| 2          | Hillbilly Elegy                           |        |
| 2          | Mulan                                     |        |
| 2          | On the Rocks                              |        |
| 2          | The Personal History of David Copperfield |        |
| 2          | Pieces of a Woman                         |        |

## Televisie - winnaars en genomineerden
De winnaars staan bovenaan in vet lettertype.

### Beste dramaserie
- The Crown
  - Better Call Saul
  - The Good Fight
  - Lovecraft Country
  - The Mandalorian
  - Ozark
  - Perry Mason
  - This Is Us

### Beste mannelijke hoofdrol in een dramaserie
- Josh O'Connor - The Crown
  - Jason Bateman - Ozark
  - Sterling K. Brown - This Is Us
  - Jonathan Majors - Lovecraft Country
  - Bob Odenkirk - Better Call Saul
  - Matthew Rhys - Perry Mason

### Beste vrouwelijke hoofdrol in een dramaserie
- Emma Corrin - The Crown
  - Christine Baranski - The Good Fight
  - Olivia Colman - The Crown
  - Claire Danes - Homeland
  - Laura Linney - Ozark
  - Jurnee Smollett - Lovecraft Country

### Beste mannelijke bijrol in een dramaserie
- Michael K. Williams - Lovecraft Country
  - Jonathan Banks - Better Call Saul
  - Justin Hartley - This Is Us
  - John Lithgow - Perry Mason
  - Tobias Menzies - The Crown
  - Tom Pelphrey - Ozark

### Beste vrouwelijke bijrol in een dramaserie
- Gillian Anderson - The Crown
  - Cynthia Erivo - The Outsider
  - Julia Garner - Ozark
  - Janet McTeer - Ozark
  - Wunmi Mosaku - Lovecraft Country
  - Rhea Seehorn - Better Call Saul

### Beste komedieserie
- Ted Lasso
  - Better Things
  - The Flight Attendant
  - Mom
  - PEN15
  - Ramy
  - Schitt's Creek
  - What We Do in the Shadows

### Beste mannelijke hoofdrol in een komedieserie
- Jason Sudeikis - Ted Lasso
  - Hank Azaria - Brockmire
  - Matt Berry - What We Do in the Shadows
  - Nicholas Hoult - The Great
  - Eugene Levy - Schitt's Creek
  - Ramy Youssef - Ramy

### Beste vrouwelijke hoofdrol in een komedieserie
- Catherine O'Hara - Schitt's Creek
  - Pamela Adlon - Better Things
  - Christina Applegate - Dead to Me
  - Kaley Cuoco - The Flight Attendant
  - Natasia Demetriou - What We Do in the Shadows
  - Issa Rae - Insecure

### Beste mannelijke bijrol in een komedieserie
- Daniel Levy - Schitt's Creek
  - William Fichtner - Mom
  - Harvey Guillén - What We Do in the Shadows
  - Alex Newell - Zoey's Extraordinary Playlist
  - Mark Proksch - What We Do in the Shadows
  - Andrew Rannells - Black Monday

### Beste vrouwelijke bijrol in een komedieserie
- Hannah Waddingham - Ted Lasso
  - Lecy Goranson - The Conners
  - Rita Moreno - One Day at a Time
  - Annie Murphy - Schitt's Creek
  - Ashley Park - Emily in Paris
  - Jaime Pressly - Mom

### Beste miniserie
- The Queen's Gambit
  - I May Destroy You
  - Mrs. America
  - Normal People
  - The Plot Against America
  - Small Axe
  - The Undoing
  - Unorthodox

### Beste televisiefilm
- Hamilton
  - Bad Education
  - Between the World and Me
  - The Clark Sisters: First Ladies of Gospel
  - Sylvie's Love
  - What the Constitution Means to Me

### Beste mannelijke hoofdrol in een miniserie of televisiefilm
- John Boyega - Small Axe
  - Hugh Grant - The Undoing
  - Paul Mescal - Normal People
  - Chris Rock - Fargo
  - Mark Ruffalo - I Know This Much Is True
  - Morgan Spector - The Plot Against America

### Beste vrouwelijke hoofdrol in een miniserie of televisiefilm
- Anya Taylor-Joy - The Queen's Gambit
  - Cate Blanchett - Mrs. America
  - Michaela Coel - I May Destroy You
  - Daisy Edgar-Jones - Normal People
  - Shira Haas - Unorthodox
  - Tessa Thompson - Sylvie's Love

### Beste mannelijke bijrol in een miniserie of televisiefilm
- Donald Sutherland - The Undoing
  - Daveed Diggs - The Good Lord Bird
  - Joshua Caleb Johnson - The Good Lord Bird
  - Dylan McDermott - Hollywood
  - Glynn Turman - Fargo
  - John Turturro - The Plot Against America

### Beste vrouwelijke bijrol in een miniserie of televisiefilm
- Uzo Aduba - Mrs. America
  - Betsy Brandt - Soulmates
  - Marielle Heller - The Queen's Gambit
  - Margo Martindale - Mrs. America
  - Winona Ryder - The Plot Against America
  - Tracey Ullman - Mrs. America

### Beste talkshow
- Late Night with Seth Meyers
  - Desus & Mero
  - Full Frontal with Samantha Bee
  - The Kelly Clarkson Show
  - The Late Show with Stephen Colbert
  - Red Table Talk

### Beste comedy special
- Jerry Seinfeld: 23 Hours to Kill
- Michelle Buteau: Welcome to Buteaupia
  - Fortune Feimster: Sweet & Salty
  - Hannah Gadsby: Douglas
  - Marc Maron: End Times Fun
  - Patton Oswalt: I Love Everything

### Beste short form serie
- Better Call Saul: Ethics Training with Kim Wexler
  - The Andy Cohen Diaries
  - Mapleworth Murders
  - Nikki Fre$h
  - Reno 911!
  - Tooning Out the News

### Series met meerdere nominaties
De volgende series ontvingen meerdere nominaties:
| Nominaties | Serie                     | Awards |
| ---------- | ------------------------- | ------ |
| 6          | The Crown                 | 4      |
| 6          | Ozark                     |        |
| 5          | Lovecraft Country         | 1      |
| 5          | Mrs. America              | 1      |
| 5          | Schitt's Creek            | 2      |
| 5          | What We Do in the Shadows |        |
| 4          | Better Call Saul          |        |
| 4          | The Plot Against America  |        |
| 3          | Mom                       |        |
| 3          | Normal People             |        |
| 3          | Perry Mason               |        |
| 3          | The Queen's Gambit        | 2      |
| 3          | Ted Lasso                 | 3      |
| 3          | This Is Us                |        |
| 3          | The Undoing               | 1      |
| 2          | Better Things             |        |
| 2          | Fargo                     |        |
| 2          | The Flight Attendant      |        |
| 2          | The Good Fight            |        |
| 2          | The Good Lord Bird        |        |
| 2          | I May Destroy You         |        |
| 2          | Ramy                      |        |
| 2          | Small Axe                 | 1      |
| 2          | Sylvie's Love             |        |
| 2          | Unorthodox                |        |

## SeeHer Award
- Zendaya[4]